# وليام س. مايفيل جونيور
وليام تشارلز مايفيل جونيور (بالإنجليزية: William C. Mayville Jr.) هو ملازم متقاعد بالجيش الأمريكي شغل منصب نائب قائد القيادة السيبرانية للولايات المتحدة. بعد تقاعده العسكري، انضم مايفيل إلى شركة الاستشارات الإدارية كورن فيري.